# 钱丽霞
钱丽霞（1969年6月—），女，汉族，河北临城人，中华人民共和国政治人物。现任邢台市人民政府副市长，民盟河北省委副主委。第十四届全国政协委员。